# Aubria
Aubria és un gènere de granotes de la família dels rànids que es troba a l'Àfrica Occidental.

## Taxonomia
- Aubria masako (Ohler i Kazadi, 1990)
- Aubria occidentalis (Perret, 1995)
- Aubria subsigillata (Duméril, 1856)